# Esmée van Eeghen
Esmée Adrienne van Eeghen (Amsterdam, 7 juli 1918 - Paddepoel (gemeente Noorddijk), 7 september 1944) was een Nederlandse verzetsstrijdster in de Tweede Wereldoorlog, vooral in Friesland.
Van Eeghens rol is omstreden, omdat zij een affaire begon met een Duitse officier. In april 2024 werd Van Eeghen door het Fries Verzetsmuseum eerherstel verleend.

## Levensloop voor de oorlog
Van Eeghen was een telg uit het Nederlandse patriciërsgeslacht Van Eeghen. Haar ouders waren Reginald Hendrik van Eeghen (1889-1936), directeur van de Amstel-brouwerij en jonkvrouw Minette Adrienne van Lennep (1892-1975), beter bekend als Miesje van Lennep. Van Eeghen had een broer die David Hendrik (roepnaam: Dave) heette en twee jaar jonger was dan zij. Ze had geen fijne jeugd. Haar ouders gingen scheiden toen zij acht jaar was en haar vader vertrok na zijn echtscheiding naar Amerika, waar hij in 1936 in San Francisco overleed. In haar jeugd verhuisde ze regelmatig en dat betekende steeds weer andere scholen. Haar moeder hertrouwde met Alphert baron Schimmelpenninck van der Oye, van wie zij een derde kind kreeg, Sander.
In 1935 verhuisde het samengestelde gezin naar de Stationslaan 14, later omgedoopt in de Gerrit van der Veenlaan 14 in Baarn. Ze ging naar het Baarnsch Lyceum maar in de vijfde klas verdween ze plots van school toen zij zwanger raakte. Ze werd naar Zwitserland gestuurd voor een abortus. In 1939 werd ze leerling-verpleegster in Haarlem en daarna in Amsterdam.  Ze was, als altijd goed geklede en opgemaakte jonge vrouw die bovendien stevig rookte en dronk, een opvallende verschijning, en sprak vloeiend Engels, Duits en Frans.

## Verzet
Haar broer Dave ging na de Nederlandse capitulatie in het verzet. Ook Esmée kwam via een vriend, de latere Bussumse huisarts Henk Kluvers, in het verzet. Om onderdak te regelen voor Amsterdamse studenten kwamen beiden veel in Leeuwarden en kregen ze zo ook plaatselijke contacten. Na een overval door het Friese verzet op het Arbeidsbureau aan het Zaailand in Leeuwarden op 25 juni 1943 besloot Van Eeghen voorgoed in Friesland te blijven.
De regionale Knokploeg (KP)-leider Krijn van den Helm zette haar in eerste instantie in bij het onderbrengen van Joodse kinderen, maar gaandeweg deed zij steeds gevaarlijker werk, zoals het vervoeren van enkele geallieerde piloten naar onderduikadressen en het vervoeren van wapens.
Piet Oberman (verzetsnaam: Piet Kramer), die in de zomer van 1944 Krijn van den Helm opvolgde als KP-leider in Friesland, heeft na de oorlog verklaard:
“Esmée was buitengewoon goed op de hoogte van alles wat betrekking had op de verzetsbeweging in Friesland en zij kende veel leidinggevende illegale personen in andere provincies met wie zij als hoofdkoerierster in aanraking kwam. Zij woonde meermalen belangrijke besprekingen bij op het hoofdkwartier van de KP, destijds gevestigd ten huize van de heer Harm Kingma, directeur van een timmerfabriek in Leeuwarden en zijn vrouw Annie. Geheel alleen heeft zij onder andere wapentransporten naar Limburg en Amsterdam verzorgd.”
Over de koelbloedigheid van Van Eeghen doen verschillende verhalen de ronde. Zo zou zij door een Duitse officier een koffer met wapens langs een controle hebben laten dragen en tijdens een transport van een koffer met bonkaarten zou zij met strak gezicht de koffer hebben geopend met de opmerking dat zij vertegenwoordigster was van een papierfabriek en met papiermonsters op reis was.

## Escalatie
Van Eeghen werd in opdracht van Van den Helm en Pieter Wijbenga, een lid van de KP in Leeuwarden, ingezet om twee SD’ers naar Makkum te lokken alwaar ze geliquideerd zouden worden. Door omstandigheden is van dit plan nooit iets gekomen. Van Eeghen werd echter verliefd op een Duitse officier, Hans Schmälzlein, Oberzahlmeister bij het Verpflegungsamt in Groningen, en ging bij hem inwonen. Al gebeurde dat pas vanaf 7 juli 1944, vlak voor haar definitieve vertrek uit Leeuwarden, het was niet te combineren met een rol in het verzet.
Over haar drijfveren bestaat onduidelijkheid. Sommigen zeggen dat ze op die manier informatie over haar broer Dave probeerde te krijgen die door verraad op een trawler in IJmuiden was opgepakt toen hij probeerde om naar Engeland over te steken. Hij overleed kort voor de bevrijding waarschijnlijk van uitputting in Bergen-Belsen.

## Verraad
Op 15 juli 1944 deden de Duitsers een inval in het hoofdkwartier van het verzet, waar ze een aantal belangrijke documenten buitmaakten. Van Eeghen werd door het verzet verdacht van medeplichtigheid en werd niet langer vertrouwd (onterecht, zo blijkt uit naoorlogs onderzoek: niet zij had verraad gepleegd, maar de gewonde verzetsman Ben de Vries was in handen van de SD gevallen en was 'doorgeslagen'). Van Eeghen kwam zo voor een door het verzet ingesteld 'veemgericht' dat haar uiteindelijk voor de keuze stelde: Leeuwarden verlaten of een doodvonnis verstrekt krijgen.
Van Eeghen vertrok uit Leeuwarden en dook onder bij haar moeder. De SD maakte jacht op haar en het verzet vertrouwde haar ook niet meer. Door verraad van haar vermeende vriendin Ans Jaakke werd zij op 9 augustus 1944 opgepakt door de SD. De SD probeerde haar vergeefs 'om te draaien'. Op de avond van 7 september 1944, kort na Dolle Dinsdag, werd zij samen met Luitje Kremer (van de KP Noord-Drenthe) door een executiecommando onder leiding van Untersturmführer Ernst Knorr doodgeschoten, waarna haar stoffelijk overschot in het Van Starkenborghkanaal werd gedumpt waar het de volgende dag werd aangetroffen.
Zij ligt in Baarn begraven. Haar graf is tevens een plaats ter nagedachtenis aan haar broer David, die in concentratiekamp Bergen-Belsen omkwam. Haar naam en die van haar broer David (‘Dave’) staan vermeld op het Baarnse oorlogsmonument op het Stationsplein.

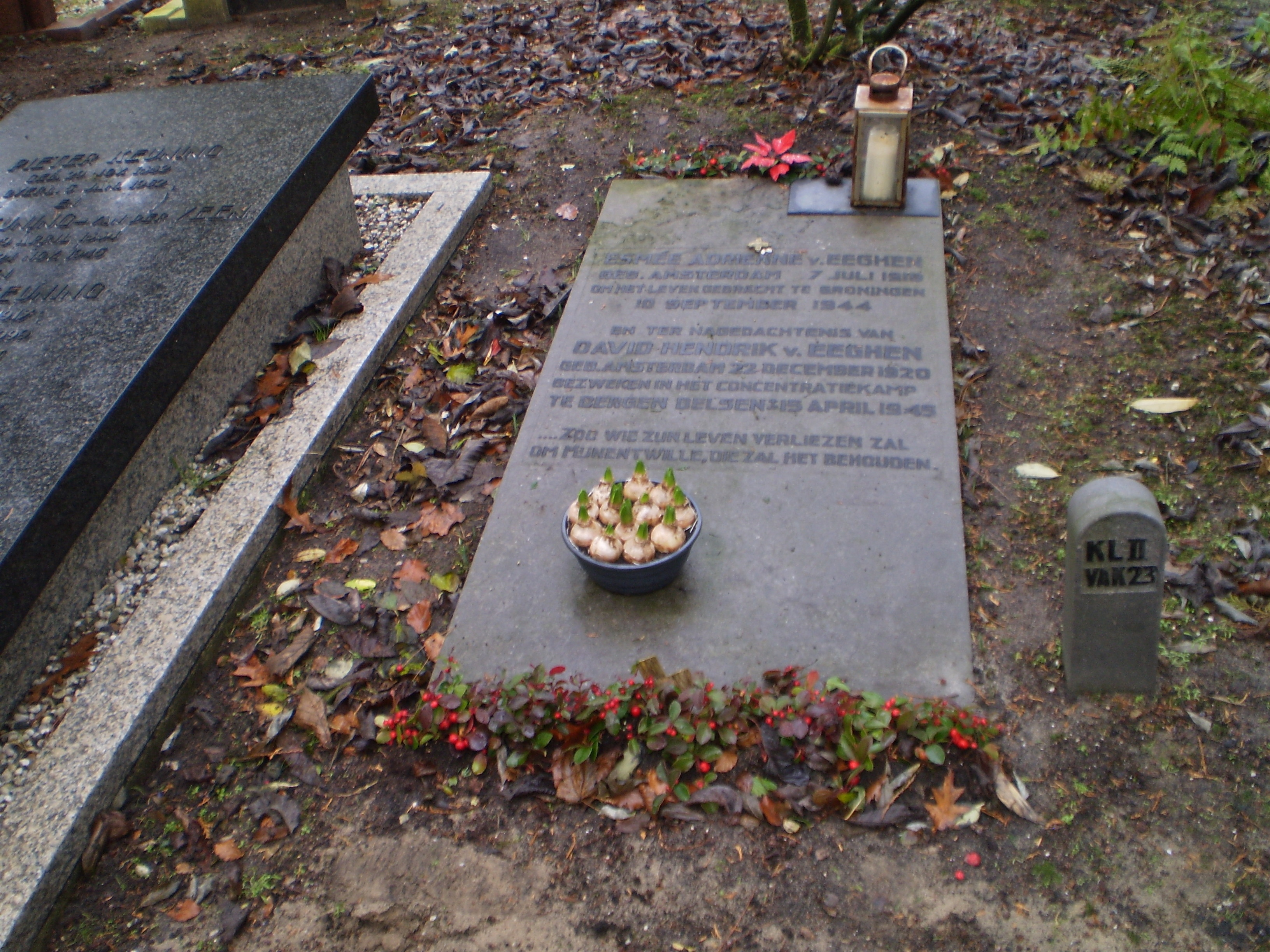
Graf in Baarn

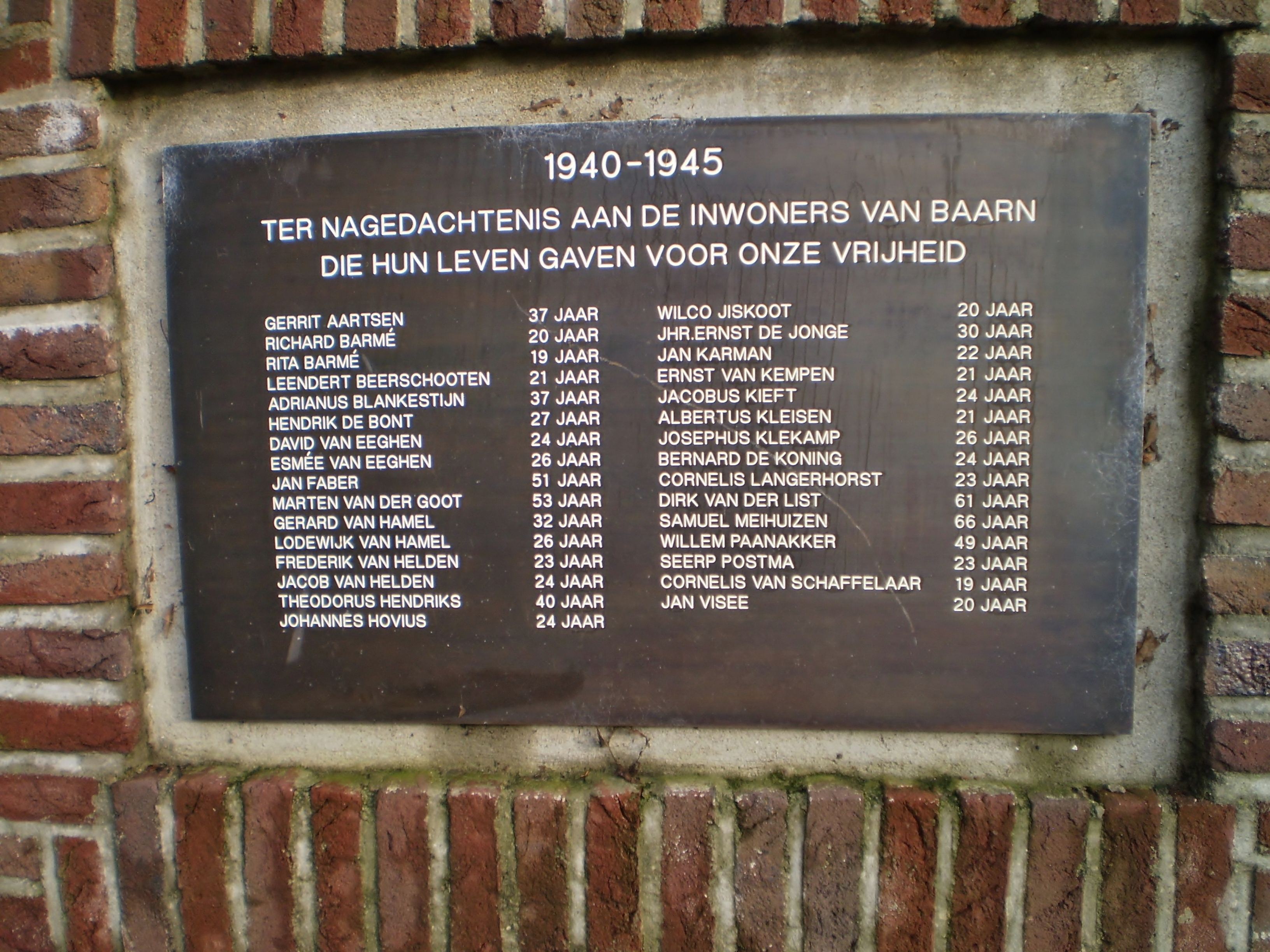
Lijst van gevallenen op het Herdenkingsmonument

## De beeldvorming en de media
De meningen over Van Eeghen zijn lange tijd verdeeld geweest. Zo werd zij als een dubbelspion gezien die als een soort Mata Hari het verzet in Leeuwarden verraden zou hebben. Ook de dood van Krijn van den Helm, die door de SD'er Pieter Johan Faber in Amersfoort werd doodgeschoten, is aan haar toegeschreven. Dit wordt echter niet door de feiten ondersteund. Wel is duidelijk dat de wat losse levensstijl en goede afkomst van Van Eeghen binnen het verzet in Leeuwarden niet altijd goed vielen.
De figuur Sylvia in het boek Reis door de nacht van Anne de Vries is losjes op van Eeghen gebaseerd. Paul Verhoeven baseerde zijn heldin Rachel Stein in de film Zwartboek op van Eeghen. Ook is er een opera Esmée van componist Theo Loevendie en librettist Jan Blokker over haar affaire met Hans Schmälzlein. Door de NCRV werd in de serie "Wonderlijke Wegen" aandacht aan Van Eeghen besteed.

## Eerherstel
Op 12 april 2024 werd door het Fries Verzetsmuseum te Leeuwarden eerherstel aan van Eeghen verleend. Voor het museum staat sindsdien vast dat Van Eeghen aan de goede kant stond. Ook maakte het museum bekend haar naam samen met die van Wieke Bosch (1882–1945) te zullen toevoegen aan een monument met de namen van gevallen verzetsstrijders. Dat gebeurde daadwerkelijk op 15 mei 2024.
Hessel de Walle schreef in 2025 een biografie over Van Eeghen. Hij concludeert na zijn onderzoek dat haar rol in het verzet veel kleiner was dan aangenomen, maar dat zij geen verraadster was.
Haar naam staat vermeld op de Erelijst van Gevallenen 1940-1945.

## Trivia
Het personage Rachel Stein uit de film Zwartboek is (losjes) gebaseerd op Van Eeghen.